# Iglesia de San Antonio de Padua (Santiago de Chile)
La Iglesia de San Antonio de Padua, también denominada como Iglesia de los Capuchinos, es un templo católico ubicado en la calle Catedral n.º 2345 —en el Barrio Yungay—, en la ciudad de Santiago, Chile. Construida entre los años 1853 y 1861 y proyectada por el arquitecto Eusebio Chelli, pertenece a la Orden de los Hermanos Menores Capuchinos.

## Historia
Los capuchinos llegaron a Chile en el año 1848, y en Santiago se instalaron en terrenos donados por Vicente Larraín Espinosa y Valentín Fernández Beltrán. En mayo de 1853 comenzó la construcción de la iglesia por el arquitecto Eusebio Chelli, que fue inaugurada en 1861.

## Descripción
De estilo neobarroco, la iglesia tiene una planta basilical con tres naves separadas por columnas corintias. Su construcción es de muros de ladrillos con mortero de cal sobre bases de piedra, y la techumbre es de madera de roble y ciprés. La fachada tiene pilastras que enmarcan los accesos, de los cuales, el acceso principal remata en un frontón triangular.
En el cielo del templo se encuentran pinturas murales realizadas por Juan Mochi, que representan temas relacionados con los capuchinos. El altar mayor presenta una escultura réplica del cuadro de Bartolomé Esteban Murillo San Francisco abrazando a Cristo en la Cruz, y los altares devocionales, en conjunto con los confesionarios están en las naves laterales. Los altares devocionales son de madera policromada, diseñados con columnas grecolatinas que rematan en un frontón triangular, a excepción de los altares que presiden cada nave que rematan en volutas. Destacan las imágenes de san Francisco de Asís, la Virgen de las Tres Aves Marías y de san Antonio de Padua.